# My Revolution
「My Revolution」（マイ・レヴォリューション）は、1986年1月22日にEPIC・ソニー（現：エピックレコードジャパン）から発売された渡辺美里の4枚目のシングル。
週間オリコンチャートで初の1位を獲得し、シングル売上は44.5万枚を記録。現時点で渡辺のシングルとしては最大の売上となっており、代表曲として親しまれている。

## 概要
タイトルナンバーはTBS系テレビドラマ『セーラー服通り』の主題歌で、1986年（昭和61年）2月27日放送の『ザ・ベストテン』で5位にランクイン。この時が渡辺美里にとってテレビ番組の生放送初出演となる。第28回日本レコード大賞で「金賞」を受賞し、作曲者の小室哲哉が授賞式に出たところへ渡辺美里がお祝いに駆けつけたこともあった。
同シングルはEP盤のみのリリースだったが、1989年（平成元年）にシングルCD化されている。
2014年8月13日放送の『2014 FNSうたの夏まつり』（フジテレビ系）で、19年ぶりに渡辺美里と小室哲哉の共演で披露された。また、2016年7月2日放送の『THE MUSIC DAY 夏のはじまり。』（日本テレビ系）で、再び共演して披露された。
後述のように、この曲は多くのミュージシャンによってカバーされている。

## 制作
仮タイトルは「m〜3」。レーベルプロデューサー小坂洋二（当時）のアイデアによりタイトルは「My Revolution」に決定した。

### 作詞
作詞は川村真澄によるもので、渡辺美里本人と直接会話したときの印象から「ひとりでも強く自分でやっていける女の子という像が浮かんできた」「夜の街の中でひとりで走り抜けていくような、少し寂しさを背負った感じがした」とのイメージで作詞された。後に渡辺はこの歌詞のイメージについて「クールな世界観で、今までにないタッチの詞世界」「『わかり始めた』って歌ってるんだけど、（歌詞の世界観が）全く分かってない」と歌詞の奥深さを語り、「歌い続けていく中で、その瞬間瞬間を突き動かしていく曲になっていった」と述べている。

### 作曲
作曲を手がけた小室哲哉は、当時TM NETWORKとして既にデビューしていたとはいえまだ無名に近く、この曲で作曲者として（大衆に）認められたいという強い信念があり、曲が完成すると渡辺の待つスタジオに自ら足を運んで、ピアノ演奏でメロディーを伝えたという。同曲の特徴ともいえる転調は、曲の途中で三度下がる（平行調の同主調への移調）という、それまでの邦楽には珍しいもので、洋楽、特にモータウン系のコード進行に近いといわれる。そのメロディーを聴いた渡辺は「体中に電気が走るほど『凄い!』と思った」 といい、レコーディングエンジニアの伊東俊郎も思わず「この曲いいね!」とトークバックしたという逸話が残っている。小室はこの曲がコンペで選ばれた事を電話口で聞いた時の感覚は、今でも忘れられないと語っている。小室自身も、この曲がヒットしたことで後に「ああいう曲でちゃんと歌っていけばいいんだって、ヒット曲作りのコツや方向性みたいなものが見えた」「この後10年ほど"『My Revolution』みたいな曲を"という依頼が続いたため、『僕はこれだけじゃない』と思いながらひたすら書き続けた」 と語っている。

### 編曲
編曲は大村雅朗が担当した。この曲の最も印象的とされるイントロのコードは大村のアイデアによるもので、同コーラスは渡辺がさりげなく口ずさんだ鼻歌から採用されたもので、「大村さんがスタジオを後にしてからこのコーラスを入れたほうがこの曲がもっと良くなるんじゃないかなとふと思いつき、大村さんの了解を取らないで勝手にレコーディングして入れてしまった（笑）」と『月刊明星』の歌本のインタビューで語っている。小室が原曲で指定した転調直前のコード進行「Ddim」は不安定な印象が残るため、大村がベースとなる音に四度上の音を加えた「Gsus4」というコードにアレンジしたことで曲調が明るくなり、リスナーに伝わりやすくなったといわれる。大村は1992年に渡辺がセルフカバーした『My Revolution－第2章－』の編曲も担当したが、1999年に同カバーのライブ用アレンジを手がけた斉藤恒芳は「大村さんの譜面には凄く愛情が溢れてる」と語ったといい、それを聞いた渡辺はこの間に大村と仲違いしたまま死別したことを改めて後悔したという。

## レコーディング
レコーディングは渋谷区にあるKRSスタジオ（現・青葉台スタジオ）で行われた。

## 記録
オリコン週間シングルチャートでは、初登場10位。その後、2週目8位、3週目10位、4週目6位、5週目・6週目5位、7週目3位と推移し、8週目に1位に辿り着いた。週間チャートでの1位はこの1週のみであったが、その後もしばらく10位以内を保持し、同年間チャートでは5位を記録した。
累計売上は70万枚。

## エピソード
- 韓国の芸能事務所「JYPエンターテインメント」創業者であるパク・ジニョンは、雑誌『日経エンタテインメント!』2011年10月号で小室哲哉と対談し、『My Revolution』を、中学生の時に聴いたと述べた。
- 市川哲史は「まだまだ無名時代の作品ながら3度もの転調など、TKメロの個性が既に窺えます」「『少しの寂しさを背負いながらも、一人でも強く歩んでいく女の子』を描いた川村真澄の詞が、後年TKが書く歌詞に及ぼした影響は少なくない」と評している[7]。

## 収録曲

### My Revolution
- 全編曲：大村雅朗

1. My Revolution（4:25）
作詞：川村真澄／作曲：小室哲哉
2. みつめていたい（Restin' In Your Room）（4:16）
作詞：渡辺美里／作曲：岡村靖幸

### My Revolution -第2章-
1. My Revolution -第2章-（6:59）
作詞：川村真澄／作曲：小室哲哉／オーケストレーション：大村雅朗
2. 恋したっていいじゃない（ロミオとジュリエット篇）（5:06）
作詞：渡辺美里／作曲：伊秩弘将／編曲：奈良部匠平

## レコーディングスタッフ

### My Revolution
| My Revolution - Drums：島村英二 - Bass：高水健司 - Keyboards：西本明 - Electric Guitar：松原正樹 - Synthesizer Operator：迫田到 - Chorus：楠木勇有行・木戸泰弘 - Recording Engineer：伊東俊郎 - Director：小坂洋二 | みつめていたい （Restin' In Your Room） - Drums：山木秀夫 - Bass：高水健司 - Keyboards：西本明 - Electric Guitar：松原正樹 - Synthesizer Operator：森達彦, 迫田到 & 浦田恵司 - Chorus：楠木勇有行 - Recording Engineer：伊東俊郎 - Director：小坂洋二 |

### My Revolution -第2章-
| My Revolution -第2章- - Orchestra：The Philharmonia - Conductor：David Parry |

## 収録アルバム
- Lovin' you
- She loves you
- Sweet 15th Diamond
- THE LEGEND
- M・Renaissance 〜エム・ルネサンス〜
- HIT STYLE -NO.1 HISTRY-
- Dear My Songs 〜うたの木〜 (セルフカバーバージョン)
- 25th Anniversary Misato Watanabe Complete Single Collection 〜Song is Beautiful〜
- 美里うたGolden BEST
- Live Love Life 2013 at 日比谷野音 〜美里祭り 春のハッピーアワー〜 (ライブバージョン)
- harvest

## 同曲の作品等の利用など
- 1986年（昭和61年）1月-3月にTBS系で放映された『セーラー服通り』のオープニングテーマとして起用。
- 1988年（昭和63年）に大友克洋原作の映画『SO WHAT』（監督：山川直人）の主題歌として起用。
- 1992年（平成4年）4月22日に渡辺美里自身が「My Revolution -第2章-」としてセルフカバー。
- 2001年（平成13年）4月に朝日放送『部長刑事シリーズ シンマイ。』の主題歌として起用。
- 2002年（平成14年）に大王製紙「エリエール」CMソングとして起用。
- 2005年（平成17年）12月31日に第56回NHK紅白歌合戦のスキウタ〜紅白みんなでアンケート〜で25位に入選。紅白で初披露。
- 2005年（平成17年）以降、東洋水産「麺づくり」CMソングとして起用。ヘビーメタルやダンスミュージックにアレンジされ、TRFなどがカバーした。
- 2006年（平成18年）『ますだおかだのオールナイトニッポン』のエンディングテーマ曲として起用。
- 2008年（平成20年）11月に公開された映画『ハンサム★スーツ』の主題歌として起用。
- 2013年（平成25年）MBS『水野真紀の魔法のレストランR』「新100人の料理人!レボリューション」のエンディンクテーマとしてオーケストラVer.を使用。
- 2013年（平成25年）日本テレビ系『月曜から夜ふかし』「株主優待で暮らす桐谷さんシリーズ」のコーナーで桐谷さんが自転車を全力で漕ぐ際に度々使用されている。
- 2020年（令和2年）BSテレ東「真夜中ドラマ」『ハイポジ 1986年、二度目の青春。』最終回で挿入歌として使用[10]。
- 2021年（令和3年）3月よりJ-POWERのCMソングとしてオリジナルアレンジを施しての起用[11]
- 2023年（令和5年）テレビ朝日系『仮面ライダーガッチャード』で主人公・一ノ瀬宝太郎が創作料理を作る際に鼻歌として歌っている。

## 猿岩石のシングル
「My Revolution」は日本のお笑いコンビ、猿岩石10枚目のシングル。1999年1月1日にHEAT WAVE（現：日本コロムビア）よりリリース。

### 概要
TBS系愛の劇場『ひなたぼっこ』主題歌。実質的に猿岩石の最後のシングルとなった。

### 収録曲
全編曲：是永巧一
1. My Revolution
作詞：川村真澄／作曲：小室哲哉
2. 最初の夢 最後の夢
作詞：高井良斉(秋元康)／作曲：M.Rie
3. My Revolution（オリジナル・カラオケ）
4. 最初の夢 最後の夢（オリジナル・カラオケ）

### 収録作品
- 1986 M-1
- ゴールデン☆ベスト〜白い雲のように〜 M-1

## その他のカバーアーティスト
| アーティスト                           | 収録作品                                                                          | 発売日                       | 規格品番               | 備考                                                                        |
| My Revolution                          | My Revolution                                                                     | My Revolution                | My Revolution          | My Revolution                                                               |
| -------------------------------------- | --------------------------------------------------------------------------------- | ---------------------------- | ---------------------- | --------------------------------------------------------------------------- |
| 内藤やす子                             | 『SONGS』                                                                         | 1987年（昭和62年）9月21日    | TL-518 (LP)            |                                                                             |
| 内藤やす子                             | 『SONGS』                                                                         | 1987年（昭和62年）9月21日    | 30CH-266 (CD)          |                                                                             |
| P2 & ULTRAS                            | 『ULTRAS 2002』                                                                   | 2002年（平成14年）5月16日    | YRCN-36502             | 「My Revolution 2002」としてカバー。                                        |
| GTS feat.M.SEXTON                      | 『CROSSOVER』                                                                     | 2003年（平成15年）8月27日    | AVCD-17306             |                                                                             |
| NIRGILIS                               | 『マイレボ』                                                                      | 2005年（平成17年）10月20日   | CHUK-013/4             | タワーレコード限定発売シングル。 マッシュアップである。                     |
| 阿部将                                 | 『スター☆ヒットパレード 昭和の名曲アレンジベスト盤』                              | 2006年（平成18年）3月22日    | YRCN-11074             | ジャズアレンジ。                                                            |
| INSPi                                  | 『インスピ・復刻盤3』                                                             | 2006年（平成18年）5月31日    | QMCA-8                 |                                                                             |
| TRF                                    | 『We are all BLOOMIN'』                                                           | 2006年（平成18年）11月29日   | AVCD-31094B (CD+DVD)   | 東洋水産「麺づくり」CMソング                                                |
| TRF                                    | 『We are all BLOOMIN'』                                                           | 2006年（平成18年）11月29日   | AVCD-31095 (CD)        | 東洋水産「麺づくり」CMソング                                                |
| デーモン小暮                           | 『GIRLS' ROCK』                                                                   | 魔暦9年（2007年）1月24日     | AVCD-23086B (CD+DVD)   |                                                                             |
| デーモン小暮                           | 『GIRLS' ROCK』                                                                   | 魔暦9年（2007年）1月24日     | AVCD-23087 (CD)        |                                                                             |
| DJTK                                   | 『Cream Of J-POP 〜ウタイツグウタ〜』                                             | 2007年（平成19年）7月4日     | XQBU-1002              | 「My Revolution (DJ TK UPDATED MIX)」のタイトルでリミックスされた。         |
| 滝沢乃南                               | 『B・BLUE』                                                                       | 2007年（平成19年）11月14日   | CYCF-00031B            |                                                                             |
| Missing Linkと塚地武雅                 | 『マイ★レボリューション』                                                         | 2008年（平成20年）10月29日   | ESCL-3121              | 「マイ★レボリューション」のタイトルでカバー。 映画『ハンサム★スーツ』主題歌 |
| Purple Days                            | 『Shine Of Love』                                                                 | 2009年（平成21年）11月25日   |                        | TSUTAYAレンタル限定シングル                                                 |
| pitcher56                              | 『TOKYO Auto-Reverse 〜ネオ渋谷系×80's〜』                                        | 2010年（平成22年）5月26日    |                        | iTunes Store配信限定アルバム                                                |
| 川嶋あい                               | 『My Favorite Songs 〜WING〜』                                                    | 2011年（平成23年）6月29日    | TRAK-0117              |                                                                             |
| サカモト教授                           | 『サカモト教授の8bit ジュークボックス』                                           | 2011年（平成23年）12月21日） | LACD-0226A             |                                                                             |
| PENGUINS PROJECT feat. 初音ミク        | 『小室哲哉 meets VOCALOID』                                                       | 2012年（平成24年）3月28日    | AVCD-38487             | 小室哲哉公認のVOCALOIDカバーアルバム。                                      |
| ダイアナ・ガーネット                   | 『また君に恋してる』                                                              | 2013年（平成25年）10月23日   | LACD-0226A             |                                                                             |
| 東雲龍（近藤玲奈）、野崎夕姫（南早紀） | 『あの夏の記録』                                                                  | 2019年（令和元年）7月26日    | VIZL-1625 (初回限定盤) | テレビアニメ『八月のシンデレラナイン』関連曲                                |
| 東雲龍（近藤玲奈）、野崎夕姫（南早紀） | 『あの夏の記録』                                                                  | 2019年（令和元年）7月26日    | VICL-65232 (通常盤)    | テレビアニメ『八月のシンデレラナイン』関連曲                                |
| tohko                                  | 『tohko+MM Covers 〜tohko 25th Anniversary〜』                                    | 2023年（令和5年）11月26日    | TKMM-2301              |                                                                             |
| 新垣樽助                               | 『[Re:collection] HIT SONG cover series feat.voice actors 2 ~80's-90's EDITION~』 | 2024年（令和6年）5月29日     | EYCA-14276             |                                                                             |